# Парламентские выборы в ЙАР (1971)
Парламентские выборы были проведены в Йеменской Арабской Республике в феврале и марте 1971 года. Были запрещены политические партии, все кандидаты баллотировались в качестве самовыдвиженцев.
Косвенная система выборов в сельской местности привели к парламенту, где преобладают племенные элиты. однако оно было приостановлено в 1974 году после военного переворота, для того, чтобы попытаться уменьшить их власть.

## Избирательная система
Из 159 членов парламента, 128 были избраны по одномандатным округам и 31 назначается Президентом. Однако, тайные выборы состоялись в городских районах, в то время как непрямые выборы прошли в сельской местности, эффективно препятствуя  удалению женщин от голосования.